# Kruis van de NVBC voor langdurige brandweerdienst
Het Kruis van de NVBC voor langdurige brandweerdienst werd in 1952 ingesteld door de Nederlandse Vereniging van Brandweercommandanten. Het was een particuliere onderscheiding voor langdurige dienst. Het kruis werd door de Minister van Binnenlandse Zaken erkend. De Minister van Defensie erkent de onderscheidingen van de brandweer niet.
In 1967 werd dit uitsluitend voor leidinggevende brandweerlieden bestemde kruis vervangen door het in dat jaar ingestelde Kruis voor langdurige brandweerdienst van de KNBV en de NVBC dat aan alle rangen van de brandweer werd uitgereikt.
Het kruis werd gedragen aan een lint in de kleuren van de Nederlandse vlag.

## Draagwijze
Voor de brandweeronderscheidingen bestaan weinig regels. Het Ministerie van Defensie noemt ze niet in de limitatieve en officieel voorgeschreven Voorschrift Militair Tenue wat betekent dat men de modelversierselen en batons geen van allen op militaire uniformen mag worden gedragen. Op politie-uniformen draagt men de brandweeronderscheidingen wél. Daar is weinig of niets geregeld. Brandweerlieden dragen op hun uniformen soms batons of modelversierselen.
In de voor burgers bestemde Draagvolgorde van de Nederlandse onderscheidingen zoals die door de Kanselier der Nederlandse Orden werd uitgegeven worden de brandweeronderscheidingen niet genoemd.